# Liza Lapira
 (mai 2024).
Si vous disposez d'ouvrages ou d'articles de référence ou si vous connaissez des sites web de qualité traitant du thème abordé ici, merci de compléter l'article en donnant les références utiles à sa vérifiabilité et en les liant à la section « Notes et références ».
Liza Lapira, née le 3 décembre 1981 dans le Queens à New York, est une actrice américaine.

## Filmographie

### Cinéma
- 2008 : Las Vegas 21 (21) de Robert Luketic : Kianna
- 2008 : Cloverfield de Matt Reeves : Heather
- 2008 : Fast and Furious 4 (Fast & Furious) : Sophie Trinh
- 2009 : Les Colocataires (Table for Three) : Nerissa
- 2010 : Repo Men : Alva
- 2011 : Crazy, Stupid, Love de Glenn Ficarra et John Requa : Liz
- 2019 : Happy Birthday de Susan Walter : Darla
- 2024 : Vice-versa 2 (Inside Out 2) de Kelsey Mann : Dégoût (voix)

### Télévision
- 1999 : New York, unité spéciale : la serveuse (saison 1, épisode 5)
- 2001 : New York, police judiciaire : Cheryl Treadwell (saison 11, épisode 14)
- 2001 : New York, unité spéciale : Rebecca Chang (saison 2, épisode 21)
- 2003 : Sex and the City : Pam (saison 6, épisode 4)
- 2003 : FBI : Portés disparus : Layla (saison 2, épisode 18)
- 2004 : Les Soprano : Amanda Kim (saison 5, épisode 6)
- 2006 : Grey's Anatomy : Noel (saison 3, épisode 6)
- 2007 : New York, unité spéciale : Technicienne de scène de crime Lu (saison 8, épisodes 11 et 14)
- 2007 : New York, unité spéciale : Technicienne de scène de crime Lu (saison 9, épisodes 2 et 10)
- 2007 : Monk : Dr Souter (saison 5, épisode 16)
- 2007-2008 : NCIS : Enquêtes spéciales : agent spécial Michelle Lee
- 2008 : Dexter : Yuki Amado (saison 3)
- 2009 : Dollhouse : Ivy
- 2011 : Traffic Light[1] : Lisa
- 2011 : Psych : Tina (saison 6, épisode 13)
- 2012 : Don't Trust the B---- in Apartment 23 : Robin
- 2012 : Drop Dead Diva : Abby Halstead
- 2013 : Super Fun Night : Helen-Alice
- 2014 : Blue blood : agent de police
- 2015 : Battle Creek : détective Erin Jacocks
- 2016 : Cooper Barrett's Guide to Surviving Life : Leslie Barrett
- 2016 : Angel from Hell : Jill (pilote)
- 2019 : Unbelievable : Mia
- 2019 : Nancy Drew : Victoria Fan
- 2021-2025 : The Equalizer : Melody « Mel » Bayani